# Gilberto di Brionne
Gilberto di Brionne (979/1000 – 1040) è stato un nobile normanno, conte d'Eu e conte di Brionne dal 1015 alla sua morte. Gli succedette come conte d'Eu Guglielmo, figlio di Riccardo I di Normandia.

## Origine
Gilberto, sia secondo la Historiæ Normannorum Scriptores Antiqui del monaco e cronista normanno Guglielmo di Jumièges, sia per il cronista Robert di Torigny, priore dell'abbazia di Bec e sedicesimo abate di Mont-Saint-Michel, autore di una Chronique, era figlio del conte di Eu e conte di Brionne Goffredo e della moglie, di cui non si conoscono né il nome né quelli degli ascendenti.

Goffredo di Brionne, sia per Guglielmo di Jumièges che secondo Roberto di Torigni, era figlio di Riccardo I Senza Paura, Jarl (equiparabile al titolo di "conte") dei Normanni e conte di Rouen, e di una concubina, di cui non si conoscono né il nome né quelli degli ascendenti, mentre secondo alcuni storici era figlio avuto dalla moglie more danico (ossia per l'uso vichingo, pagano) Gunnora, (950-5 gennaio 1031), di cui pure non si conoscono i nomi degli ascendenti, ma di nobile famiglia di origine norrena («nobilissima puella Danico more sibi iuncta»; «Gunnor ex nobilissima Danorum prosapia ortam»).

## Biografia
Alla morte del padre Goffredo, verso il 1015, sia a testimonianza di Guglielmo di Jumièges che per Roberto di Torigni, Gilberto, come unico figlio maschio, gli succedette nelle contee d'Eu e di Brionne. Il titolo di conte però gli fu riconosciuto dal duca di Normandia Roberto il Diavolo, suo cugino, solo dopo il 1030 (in quell'anno infatti controfirma un documento del duca come «Gilberto, figlio del conte Goffredo» («Gislebertus filius Godefridi comitis»).
Il monaco e cronista inglese Orderico Vitale, poco tempo dopo, lo cita col titolo di conte di Brionne («Gislebertus ergo comes Brionniae»), raccontando il tentativo di Gilberto di allargare i confini dei suoi domini allorché, approfittando del fatto che il signore del luogo, Giroie, era morto lasciando due figli minorenni, cercò di occupare la cittadina di Le Sap e Roberto il Diavolo riuscì a mettere pace tra i contendenti.
Si legge in Orderico Vitale che «durante il ducato di Roberto I di Normandia, Gilberto conte di Brionne» («tempore Rodberti ducis, Gislebertus comes Brionniæ») invase la zona di Vimeu, in Piccardia, ma fu affrontato e duramente sconfitto da Enguerrand I, conte di Ponthieu, che, in seguito a tale vittoria, fece costruire il monastero dedicato alla Madonna, in una località denominata Bec (la fondazione del monastero viene fatta risalire al 1034, per cui le operazioni militari dovettero avvenire poco prima).
Nel 1035, teste ne è la storia di Orderico Vitale, il cugino Roberto il Diavolo intraprese un pellegrinaggio in Terra santa e nominò Gilberto
custode per il suo giovane figlio Guglielmo insieme ad altri tre membri di una sorta di collegio tutoriale: Alano III Duca di Bretagna, Osberno di Crepòn siniscalco del ducato e Toroldo di Neufmarche, precettore di Guglielmo e, probabilmente, connestabile del ducato.
Durante il ritorno, tuttavia, sempre in quell'anno, presso Nicea, Roberto morì; duca di Normandia divenne quindi il figlio di Roberto, Guglielmo, di otto anni, e la custodia del giovane Guglielmo rimase a Gilberto e ad Alano III, Duca di Bretagna.

Il 1° ottobre 1040, mentre assediava un castello ribelle nei pressi di Vimoutiers, Alano III morì improvvisamente: per Orderico Vitale, avvelenato dagli stessi Normanni.
Gilberto, rimasto infine unico tutore del giovane duca Guglielmo, fu però ucciso in quello stesso anno: secondo Orderico Vitale, da un certo Oddone e da uno dei figli di Giroie, Roberto, come se fosse una vendetta per i torti subiti; Guglielmo di Jumièges, pur confermando che gli assassini di Gilberto («Gislebertus comes Ocensis, filius Godefridi comitis, callidus et fortis, tutor Willelmi pueri, sed domini» «l'abile e forte Gilberto conte di Eu, figlio del conte Goffredo, tutore di Guglielmo fanciullo ma signore») furono Oddone e uno dei figli di Giroie, Roberto, precisa però che avevano agito su mandato del cugino di Gilberto, Rodolfo, signore di Gacé («Radulfo de Waceio filio Roberti archiepiscopi Rothomagensis»), figlio secondogenito dell'Arcivescovo di Rouen e Conte di Évreux che, per due anni (1035-1037) era stato reggente del ducato di Normandia, Roberto; infine Robert di Torigni si limita a dire che Gilberto fu ucciso da Rodolfo («Radulfo de Waceio filio Roberti archiepiscopi Rothomagensis»), che era suo cugino (i loro padri, Goffredo e Roberto, erano fratelli o fratellastri).
La morte di Gilberto viene riportata negli Obituaires de la province de Sens. Tome 2.

Secondo Orderico Vitale, la contea di Brionne ritornò nel possesso del duca di Normandia, mentre la contea d'Eu andò a uno zio di Gilberto (fratellastro di suo padre Goffredo), Guglielmo.

## Matrimonio e discendenza
Dalla moglie, di cui non si conoscono né il nome né quelli degli ascendenti, Gilberto ebbe tre o quattro figli:
- Riccardo[2] (prima del 1035- 1090), signore di Bienfaite e d'Orbec e lord di Clare e Tonbridge;
- Guglielmo († dopo il 29 agosto 1060, perché in quella data, come si legge nel documento n° XXVII del Cartulaire de l'abbaye de Saint-Père de Chartres, Volume 1, coi fratelli Riccardo e Baldovino fece una offerta per il matrimonio della sorella;[21]
- Baldovino[22](† 1090), signore di Meules e di Sap, fu il primo sceriffo di Devon;[4]
- Adela, che sposò Nagel, visconte del Cotentin.[21].

### Fonti primarie
- (LA)  Obituaires de la province de Sens. Tome 2.
- (LA)  Chronique de Robert de Torigni, abbé du Mont-Saint-Michel, vol I.
- (LA)  Ordericus Vitalis, Historia Ecclesiastica, vol. unicum.
- (LA)  Ordericus Vitalis, Historia Ecclesiastica, tomus II, libri III-V.
- (LA)  Ordericus Vitalis, Historia Ecclesiastica, vol. II.
- (LA)  Cartulaire de l'abbaye de Saint-Père de Chartres, Volume 1.
- (LA)  Historiæ Normannorum Scriptores Antiqui.

### Letteratura storiografica
- William John Corbett, "L'Inghilterra dal 954 alla morte di Edoardo il Confessore", cap. X, vol. IV (La riforma della chiesa e la lotta tra papi e imperatori) della Storia del Mondo Medievale, 1999, pp. 255–298.
- William John Corbett, "L'evoluzione del ducato di Normandia e la conquista normanna dell'Inghilterra", cap. I, vol. VI (Declino dell'impero e del papato e sviluppo degli stati nazionali) della Storia del Mondo Medievale, 1999, pp. 5–55.